# 22003 Startek
22003 Startek è un asteroide della fascia principale. Scoperto nel 1999, presenta un'orbita caratterizzata da un semiasse maggiore pari a 2,9379230 UA e da un'eccentricità di 0,0508278, inclinata di 1,46412° rispetto all'eclittica.